# Kleine Wüstenspringmaus
Die Kleine Wüstenspringmaus (Jaculus jaculus) ist eine Säugetierart aus der Gattung der Wüstenspringmäuse (Jaculus) und der Familie der Springmäuse (Dipodidae).
In der Roten Liste gefährdeter Arten der Weltnaturschutzunion IUCN wird die Kleine Wüstenspringmaus als nicht gefährdet (least concern) aufgeführt.

## Merkmale

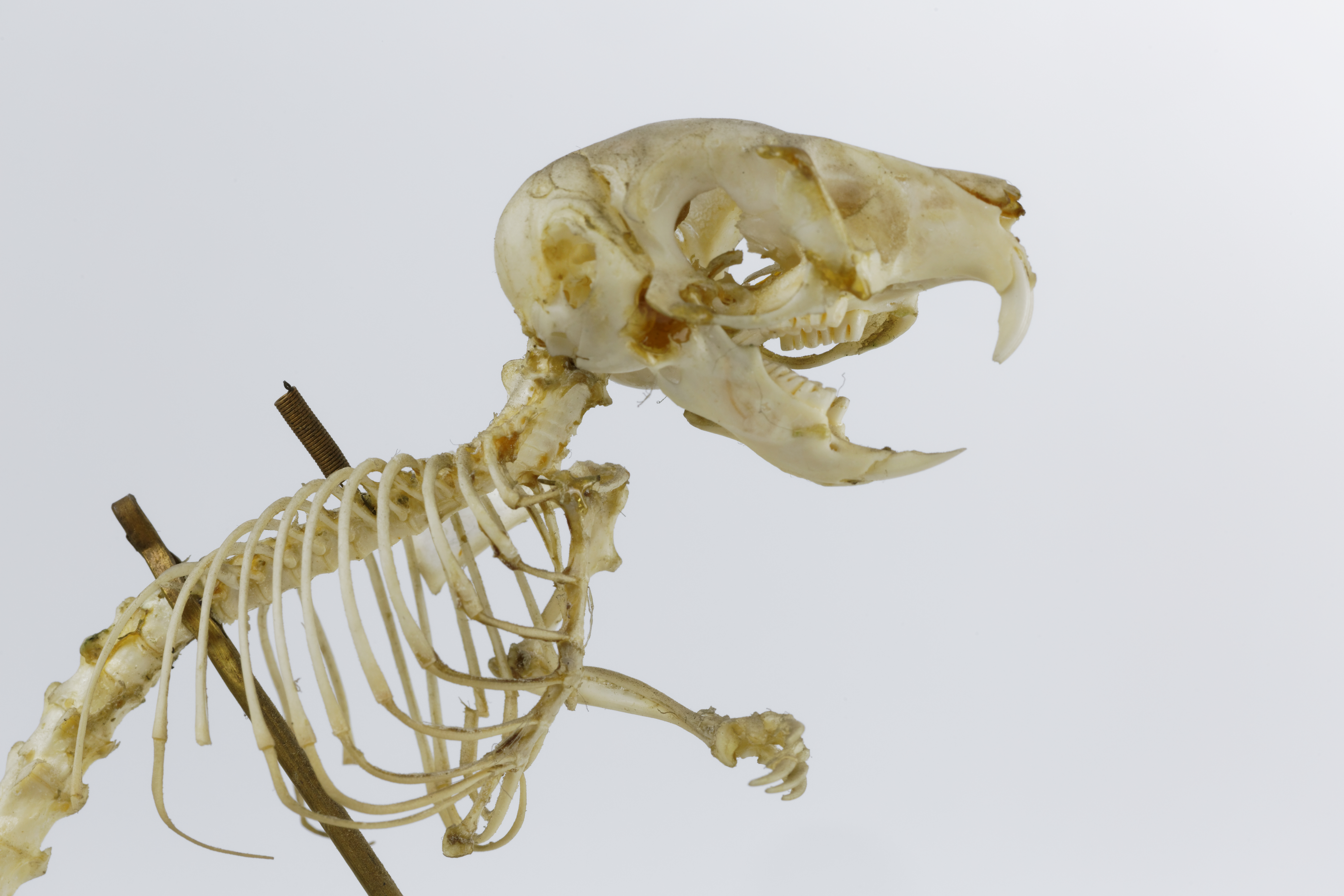
Skelett von Jaculus jaculus

Mit einer Kopfrumpflänge von 9,5 bis 11 cm, einer Schwanzlänge von 15 bis 25 cm und einem Gewicht von 43 bis 73 g ist die Kleine Wüstenspringmaus die kleinste Art der Gattung der Wüstenspringmäuse. Die Weibchen zeigen einen geringen Geschlechtsdimorphismus, indem sie etwas schwerer als die Männchen sind. Die Hinterfußlänge beträgt etwa 50 bis 75 mm. Insgesamt trägt jeder Fuß drei Zehen. An den Sohlen befinden sich kleine, borstige Härchen, die das Einsinken im Sand verhindern. Das Wadenbein, der Oberschenkelknochen und der mittlere Mittelfußknochen sind wie bei vielen Springmäusen enorm verlängert, ebenso wie die äußeren Strahlen reduziert und der innen liegende Strahl besonders stark ausgebildet sind, wodurch ein känguruartiges Hüpfen ermöglicht wird. Diese energieeffiziente Art der Fortbewegung kompensiert die benötigten energetische Ressourcen der am Tag zurückzulegenden Strecke, die für das Finden der Nahrung vonnöten ist. Die Augen sind in Anpassung an die nächtliche Lebensweise sehr groß. Die großen Ohren dienen neben dem Hören der Wärmeregulierung. Das Fell ist je nach Verbreitungsgebiet oberseits hellbraun, beige oder orange mit oder ohne gräulicher Beimischung und unterseits weiß gefärbt. Der Schwanz dient beim aufrechten Sitzen als Stütze und trägt am distal gelegenen Drittel eine schwarzweiße Quaste.

## Verbreitung und Habitat
Das Verbreitungsgebiet der Kleinen Wüstenspringmaus liegt in Teilen Nordafrikas und Vorderasiens und erstreckt sich von Mauretanien, am Nordrand der Sahara nach Algerien, Libyen, Ägypten und Sudan, über Jordanien, Syrien, Saudi-Arabien, Oman, Jemen bis zum Nordosten des Irans. Ein isoliertes Vorkommen liegt inselartig zwischen Mali und Burkina Faso, im Niger und in Eritrea. Kleine Wüstenspringmäuse konnten bis zu einer Höhe von 1500 m nachgewiesen werden. Es wurden verschiedene Habitat-Typen beschrieben, darunter Wüsten und Halbwüsten, die sich durch eine geringe Vegetationsdichte auszeichnen.

## Lebensweise und Nahrung

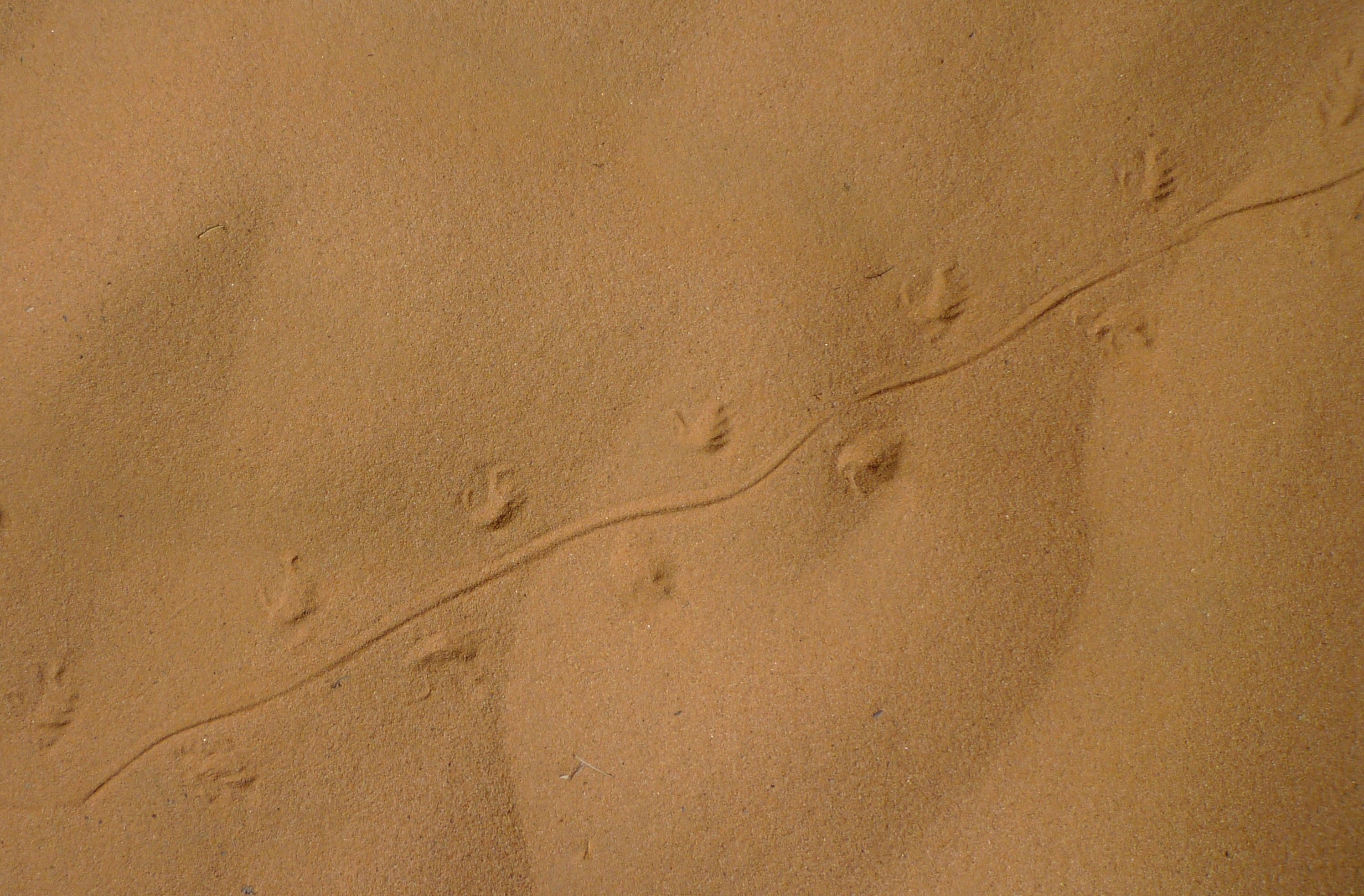
Fährte einer Wüstenspringmaus im Akakus-Gebirge

Kleine Wüstenspringmäuse sind nachtaktiv und leben einzelgängerisch. Tagsüber schlafen sie in selbst angelegten oder übernommenen, gut ausgepolsterten Bauen, die nach Eintreten mit Nestmaterial verschlossen werden und etwa 1,2 m tief sind. In ihnen gibt es zudem eine Lagerkammer für Futter, von der in nahrungsarmen Zeiten gezehrt wird. Durch die enorme Sprungkraft können Geschwindigkeiten von bis zu 45 km/h erreicht werden, ein einzelner Sprung überwindet dabei eine Strecke von bis zu 3 m. Nachdem der Bau  nachts verlassen wird, werden bis zu 12 km lange Wege zurückgelegt, wobei Hindernissen geschickt ausgewichen wird, indem regelrechte Haken geschlagen werden und der Schwanz diese Bewegungen ausgleicht. Die Nahrung besteht aus Gräsern, Samen, Grünzeug und Insekten. Der gesamte Flüssigkeitsbedarf wird über die Nahrung aufgenommen. Die Aktivität hängt stark von den Temperaturen ab und kann über kurze Zeit völlig ausbleiben. Es ist unklar, ob die Tiere während des Winters in eine Hibernation übergehen, da es nur wenige Beobachtungen gibt.

## Fortpflanzung und Lebenserwartung
In Ägypten wurde die Fortpflanzungszeit von Juni bis Juli und im Sudan von Oktober bis August dokumentiert. Die Paarung wird durch Jagen des Weibchens durch das Männchen eingeleitet und durch Kontaktaufnahme über den Mund signalisiert. Ein Weibchen kann zweimal im Jahr Junge bekommen und zieht sich vor der Geburt in den Nestbau zurück. Nach einer Tragezeit von etwa 25 Tagen werden 3 bis 6 Junge geboren. Bei der Geburt sind die Jungtiere völlig nackt und die Augen verschlossen. Bei der Geburt beträgt das Gewicht etwa 2 g, die Kopfrumpflänge misst etwa 15 mm, die Hinterfußlänge etwa 4 mm und der Schwanz hat eine Länge von etwa 25 mm. Nach etwa 6 Wochen werden die Jungtiere langsam selbstständig und sind mit etwa 8 Wochen entwöhnt. Das Höchstalter in Menschenobhut liegt bei 7 Jahren und 3 Monaten.

## Bedrohung
In einigen Gegenden wie im Jemen und in der Negevwüste wird die Kleine Wüstenspringmaus für den menschlichen Verzehr gejagt und ist ein Ziel der Beizjagd. Sie gelten jedoch, aufgrund des großen Verbreitungsgebietes, trotz des stellenweise nur inselartigem Vorkommen als nicht sonderlich bedroht.

## Namensgebung
Der Gattungsname Jaculus leitet sich aus dem lateinisch Wort „iaculum“ für Speer ab und ist auf die enorme Sprungaktivität der Wüstenspringmäuse im Sinne eines geworfenen Speeres zurückzuführen. In arabischsprachigen Ländern wird die Kleine Wüstenspringmaus „yerboua“ oder „jerboua“ genannt (arabisch یربوع, DMG yarbūʿ).